# جشنواره برایتون

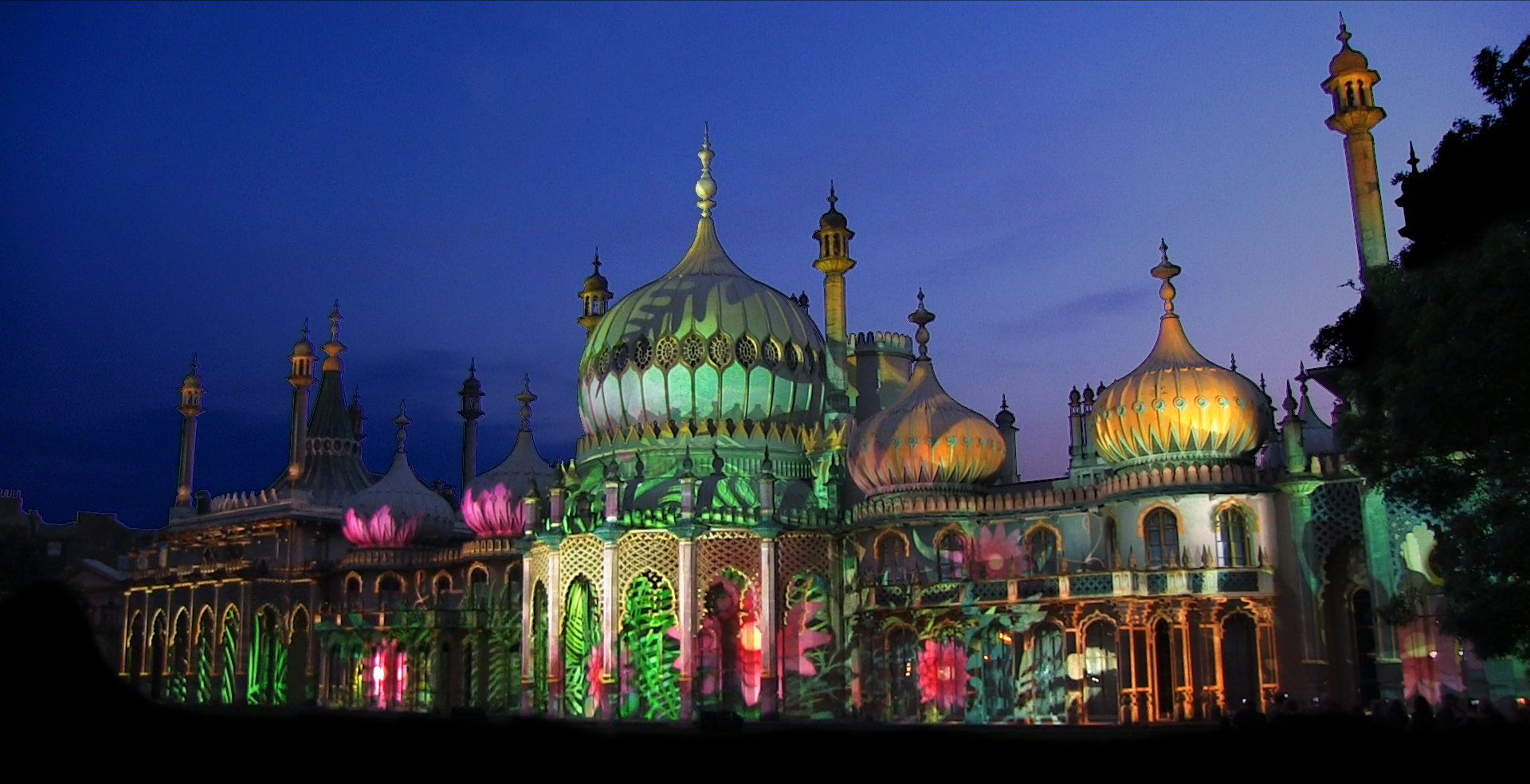
نورپردازی برایتون پاویون در جشنوارهٔ سال ۲۰۱۶

جشنوارهٔ برایتون (به انگلیسی: Brighton Festival) یک جشنوارهٔ سالانه مخصوص چندین هنر در انگلستان است که نخستین بار سال ۱۹۶۷ برگزار شد. این جشنواره شامل موسیقی، تئاتر، رقص، سیرک، فیلم، ادبیات، مناظره، رویدادهای فضای باز و خانوادگی است که هر سال در ماه مه در مکان‌هایی در شهر برایتون اند هوو در شرق ساسکس انگلستان برگزار می‌شود.
در سال ۱۹۶۴، اولین حرکت‌ها برای برگزاری جشنواره‌ای در برایتون انجام شد و ایان هانتر، مدیر هنری جشنواره، ایده‌هایی در این باره ارائه داد. به دنبال این حرکت‌ها، یک کنفرانس آخرهفته سال ۱۹۶۵ برگزار شد و هیئت مدیرهٔ انجمن جشنوارهٔ برایتون تشکیل شد. جشنوارهٔ افتتاحیه سال۱۹۶۷ برگزار شد و شامل اولین اجرای شعر کانکریت در بریتانیا، توسظ لارنس اولیویه و یهودی منوهین بود.